# DwaZera
DwaZera – gdański zespół muzyczny wykonujący muzykę hip-hop. Grupa powstała na początku XXI wieku. W skład zespołu wchodzą DJ Wojak, Rak i Tomasina.
Zadebiutowali albumem Płyta z czarnych płyt, która została wydana nakładem warszawskiej wytwórni Prosto, rapera – Sokoła. Gościnnie na albumie występują między innymi Fokus, HiFi Banda i Brahu. Wydawnictwo gdańskiego zespołu było promowane utworem „Dla siebie”, do którego powstał teledysk.

## Dyskografia
Albumy
| Tytuł                                                        | Dane dot. albumu                                    |
| ------------------------------------------------------------ | --------------------------------------------------- |
| 2003                                                         | - Data: 2003 - Wydawca: brak (nielegal)             |
| Zoo                                                          | - Data: 2006 - Wydawca: brak (nielegal)             |
| Browar się leje, kwiaty się palą – mixtejp 2008 (oraz Brahu) | - Data: 10 listopada 2008 - Wydawca: wydanie własne |
| Beeez wczówy (mixtape)                                       | - Data: 1 września 2008 - Wydawca: wydanie własne   |
| Gotowi na rajd (mixtape; oraz HiFi Banda)                    | - Data: 14 kwietnia 2009 - Wydawca: wydanie własne  |
| Wypłacane Mixtejp (oraz Kontrabanda)                         | - Data: 2009 - Wydawca: wydanie własne              |
| Płyta z czarnych płyt                                        | - Data: 28 lutego 2011 - Wydawca: Prosto            |

Występy gościnne
| Album                                                   | Rok  | Uwagi | Źródło |
| ------------------------------------------------------- | ---- | --- | ------ |
| Numer Raz i DJ Abdool – Dokładnie tak                   | 2007 | „To jest to! - Ludacris” (gościnnie: DwaZera, Kaszalot)                                                                     | [ 10 ] |
| Mona – FeroMony – Mixtape Vol.1                         | 2008 | „Mam swój styyyl” (gościnnie: DwaZera) „Joint 3” (gościnnie: DwaZera)                                                       | [ 11 ] |
| HiFi Banda – Fakty, ludzie, pieniądze – 5 minut mixtape | 2008 | „Wolne słowo” (gościnnie: Bośniak, DwaZera) „Słodko gorzki” (gościnnie: DwaZera, Zgas)                                      | [ 12 ] |
| Mona – Eksperyment: kobieta                             | 2009 | „Tracę kontrole 2 (utwór dodatkowy)” (gościnnie: Dudas, B&B, Błajo, DwaZera, Zelo)                                          | [ 13 ] |
| Progress – Na rewirach/po rewirze                       | 2010 | „Pilnuj siebie” (gościnnie: DwaZera)                                                                                        | [ 14 ] |
| HiFi Banda – Fakty, ludzie, pieniądze (Reedycja)        | 2010 | „Wolne słowo” (gościnnie: Bośniak, DwaZera) „Słodko gorzki” (gościnnie: DwaZera, Zgas) „Nie wiesz nic” (gościnnie: DwaZera) | [ 15 ] |
| SB – Struktura dźwięków                                 | 2012 | „Na powierzchni” (gościnnie: DwaZera)                                                                                       | [ 16 ] |
| Voskovy – 5 złotych zasad                               | 2012 | „Rób powoli” (gościnnie: DwaZera, DJ Flip)                                                                                  | [ 17 ] |
| RDW – W żyłach rap mam                                  | 2013 | „Kartka długopis” (gościnnie: DwaZera)                                                                                      | [ 18 ] |

## Teledyski
| Tytuł               | Rok  | Reżyseria/Realizacja | Album                 | Źródło |
| ------------------- | ---- | -------------------- | --------------------- | ------ |
| „Dla siebie”        | 2011 | Be-emedia            | Płyta z czarnych płyt | [ 19 ] |
| „Droga jest prosta” | 2011 | Be-emedia            | Płyta z czarnych płyt | [ 20 ] |
| „Widzę gwiazdy”     | 2011 | ZU Road              | Płyta z czarnych płyt | [ 21 ] |
| „Progres”           | 2011 | M. Giorew            | Płyta z czarnych płyt | [ 22 ] |
| „Lubię ten świat”   | 2012 | –                    | Płyta z czarnych płyt | [ 23 ] |
| „Biznes”            | 2012 | Be-emedia            | Płyta z czarnych płyt | [ 24 ] |